# Distretto di Tanahu
Il distretto di Tanahu è un distretto del Nepal, in seguito alla riforma costituzionale del 2015 fa parte della provincia di Gandaki. 
Il capoluogo è Damauli.
Geograficamente il distretto appartiene alla zona collinare delle Mahabharat Lekh.
Il principale gruppo etnico presente nel distretto è quello dei Magar.

## Municipalità
Il distretto è suddiviso in 10 municipalità, quattro urbane e sei rurali.
- Bhanu
- Bhimad
- Byas
- Shuklagandaki
- Anbu Khaireni
- Devghat
- Bandipur
- Rhishing
- Ghiring
- Myagde